# Лебійська мова
Лебійська мова — професійна таємна мова українських сліпих народних виконавців: кобзарів, бандуристів, лірників, стихівничих. Використовувалась у спілкуванні поміж собою та з поводирями. Слугувала збереженню кобзарських таємниць усередині «старцівського братерства».

## Варіанти й походження назви
Як лексика, так і навіть сама назва лебійської мови зафіксовані дослідниками, сильно варіюють залежно від регіону. Відомі такі варіанти назви:
- За Боржковським, який досліджував старців на Поділлі, таємна мова мала назву «лобурської» або «лебійської», від слова «лебій» — «дід».
- Водночас у Студинського, який збирав інформацію на Галичині, слово «лебій» перекладається як «жебрак», а для «дід» у сенсі старець-виконавець наведено інший відповідник — «липетень». Відповідно, професійну мову старців він називав або просто «дідовською (жебрацькою)» або «лепетинською мовою».
- Гнатюк, що також працював на Галичині, називав мову «либійською», від слова «либіщак» — лірник.
- Також у словнику Гнатюка зустрічається «липко» — лірник, учений із хлопа, або дід учений, що має титул «майстра». На думку Кушпета, це може означати походження назви «лепетинська» або «липетенська» від слова «липник».
- Тіханов у Поліссі зафіксував назви «старцівська» й «люцька мова», від слова «любок» (дід, старець, каліка перехожий).
- Романов[ru], який досліджував побут жебраків Могилівської губернії, зафіксував назву «любецький лемент» від самоназви місцевих старців — «любки».
- Малинка, що записав у Поліссі невеличкий словник, не лишив автентичної назви мови, але «старець» у його словнику має унікальний переклад — «шпарець».
- У Мартиновича та Харкова, які працювали на Полтавщині та Слобожанщині, використовується назва «сліпецька». На думку Кушпета, це або штучна, або нова назва, оскільки традиційно старці називали себе «незрячими», а слово «сліпець» використовували в переносному, несхвальному значенні.

## Створення й еволюція мови
Час, коли була створена професійна старцівська мова, і конкретні обставини, які змусили її розробити, наразі невідомі. Самі старці наводили дослідникам різні, часто сумнівні й фантастичні версії (походження від жаргону розбійників, придумана Соломоном) або чесно зізнавались, що не знають.
Більшість дослідників вважає старцівську мову штучною та відмічає, що вона, незважаючи на велику кількість запозиченої лексики (Горбач наводить приклади запозичень з української, новогрецької, циганської, румунської, мадярської, тюркської, старогебрейської, єврейської, московської, старо-слов'янської, шведської та інших мов), формувалась і функціонувала за законами тогочасної розмовної української мови, що свідчить про її місцеве походження й побутування. Також, незважаючи на місцеві особливості, відмічається спільність таємної мови старців України й Білорусі.
Окрім запозичень, значна кількість слів лебійської мови утворювалась асоціативно: «віз» — «котень», «бити» — «кулати», «копсати», «боксати» тощо.
З часом, із занепадом кобзарсько-лірницької традиції, у таємній мові почалися процеси занепаду. Так, Романовим зафіксовано формування так званої «отверницької говірки» — вимивання старої «любецької» лексики на користь звичайних слів із простими замінами фонетичними частками, що не мають змістового навантаження, а тільки змінюють слово (пор. тарабарська мова). Тим не менш, «лебійська мова» проіснувала щонайменше до 1930-х років, коли чи не в останнє була зафіксована Харковим.